# حصن دولت آباد
قلعة دولت آباد، (عٌرفت سابقًا قلعة ديفاجيري)، هي قلعة تاريخية مُحصنة تقع في قرية دولت آباد بالقرب من أورانجاباد، في ماهاراشترا ، بالهند. كانت عاصمة يادافاس (القرن التاسع - القرن الرابع عشر الميلادي)، ولفترة وجيزة عاصمة سلطنة دلهي (1327-1334)، وفي وقت لاحق عاصمة ثانوية لسلطنة أحمد نجار (1499-1636).
حوالي القرن السادس الميلادي، ظهرت ديفاجيري بوصفها مدينة مرتفعة مهمة بالقرب من سامباهيناجار الحالية، على طول طرق القوافل المتجهة نحو غرب وجنوب الهند. بُنيَت القلعة المثلثة التاريخية في المدينة في البداية حوالي عام 1187 من أول ملك ليادافا، بهيلاما الخامس. في عام 1308، ضُمت المدينة إلى علاء الدين الخلجي من سلطنة دلهي، التي حكمت بعض أجزاء من شمال الهند . في عام 1327، قام محمد بن تغلق من سلطنة دلهي بتغيير اسم ديفاجيري إلى دولت آباد ونقل عاصمته الإمبراطورية إلى المدينة من دلهي ، وأمر بهجرة جماعية لسكان دلهي إلى دولت آباد الحالية. ومع ذلك، تراجع محمد بن تغلق عن قراره في عام 1334 وتم نقل عاصمة سلطنة دلهي إلى دلهي.
في عام 1499، أصبحت ديفاجيري، والتي أُعيد تسميتها إلى دولت آباد، جزءًا من سلطنة أحمد نجار، التي استخدمتها كعاصمة ثانوية لها. في عام 1610، بالقرب من قلعة دولت آباد، تم إنشاء مدينة سامبهاجيناجار الجديدة، والتي كانت تسمى آنذاك خادكي، لتكون عاصمة لسلطنة أحمد نجار على يد القائد العسكري الإثيوبي مالك أمبار ، الذي تم جلبه إلى الهند كعبد ولكنه ارتقى ليصبح رئيس وزراء شعبي لسلطنة أحمد نجار. تم بناء معظم التحصينات الحالية في قلعة دولت آباد في عهد سلطنة أحمد نجار.

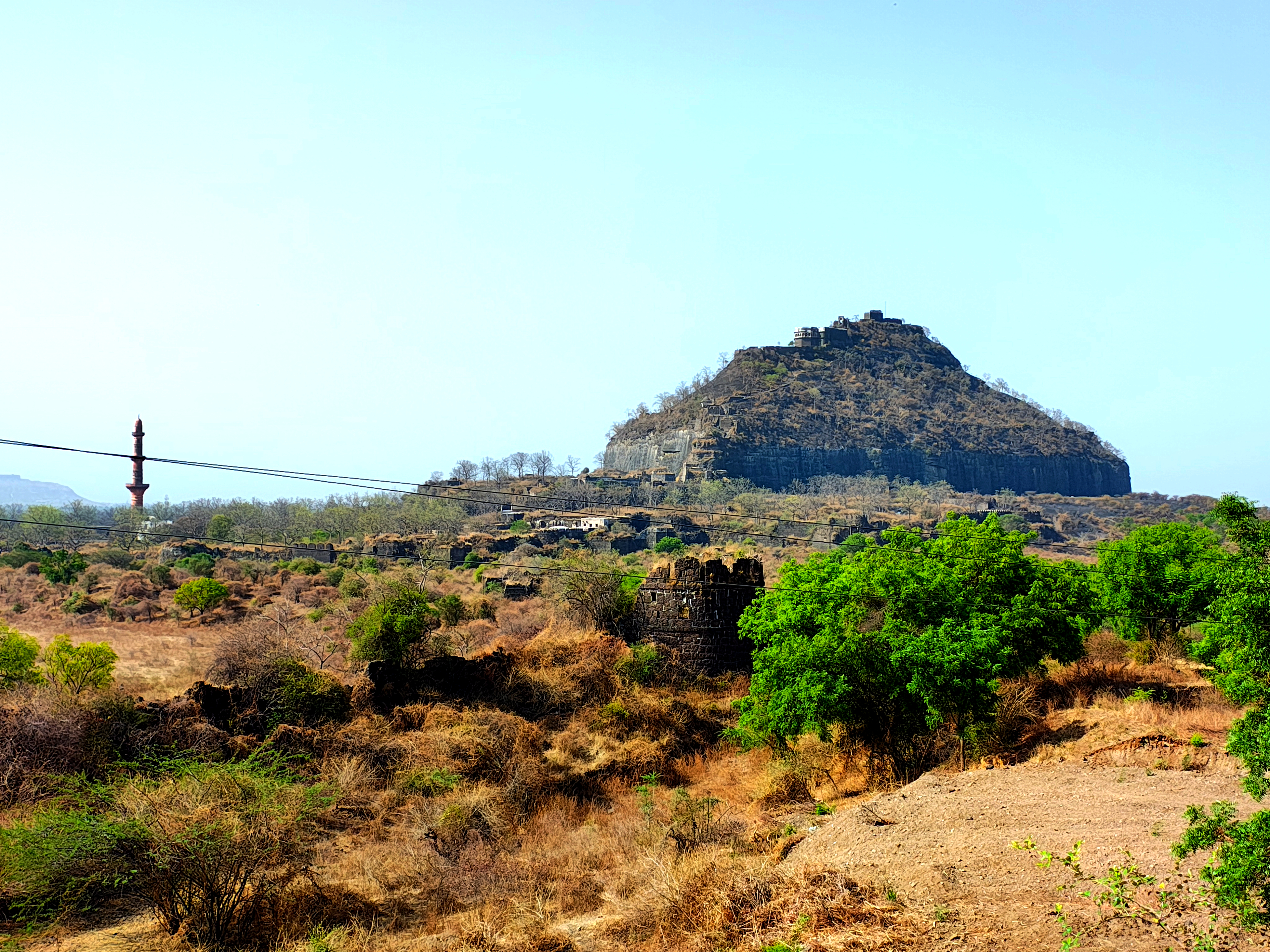
قلعة دولت آباد من نقطة مشاهدة الطريق رقم 22

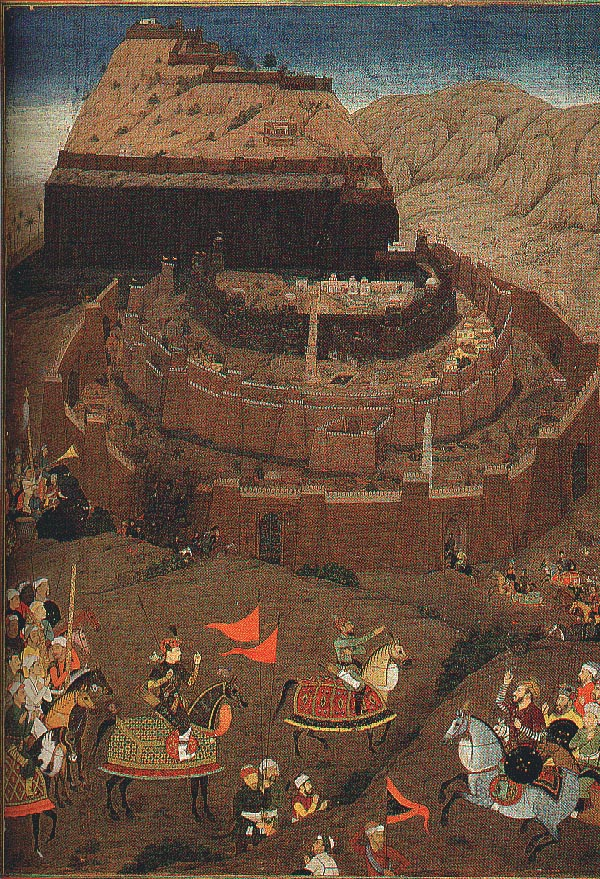
الجيش المغولي يستولي على حصن دولت آباد في حصار دولت آباد.

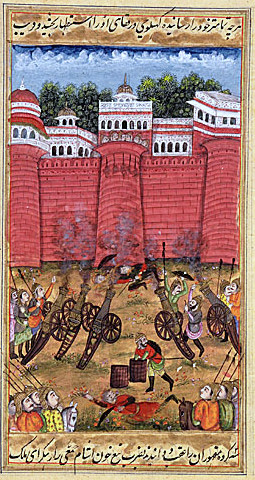
الاستيلاء على حصن دولت آباد في عام 1633.

## معرض الصور

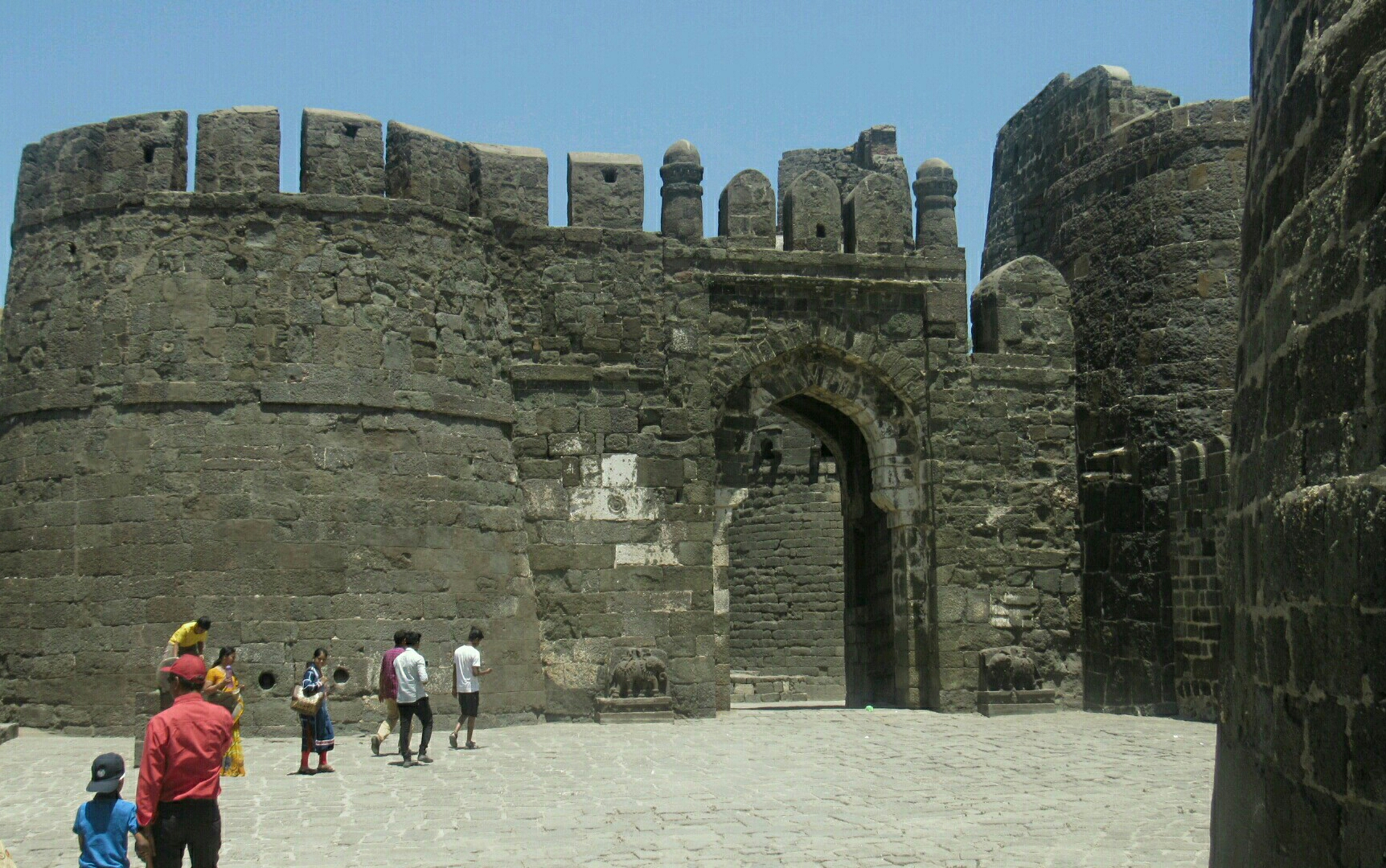
منظر أمامي لحصن دولت آباد
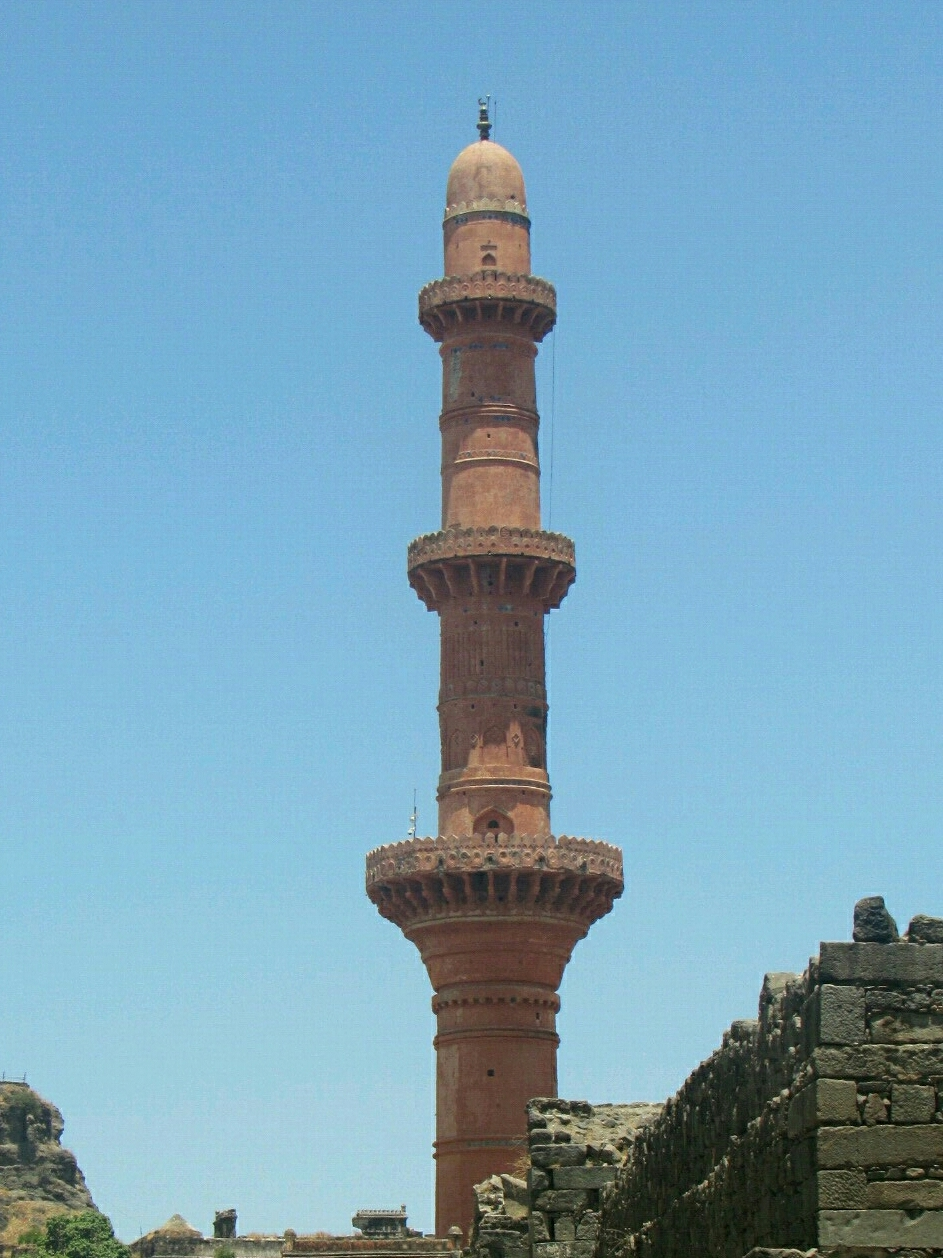
تشاند مينار
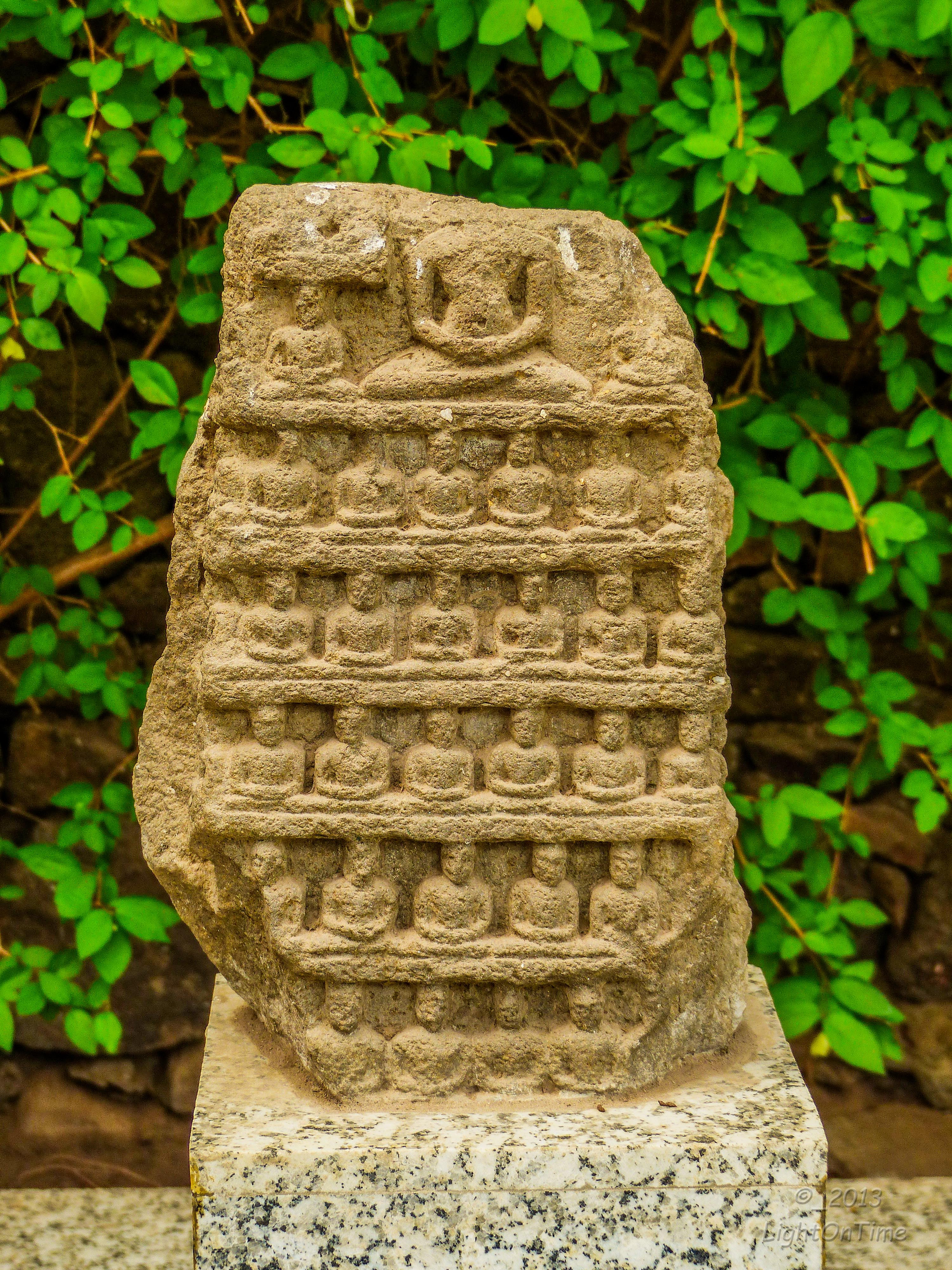
آثار جينية
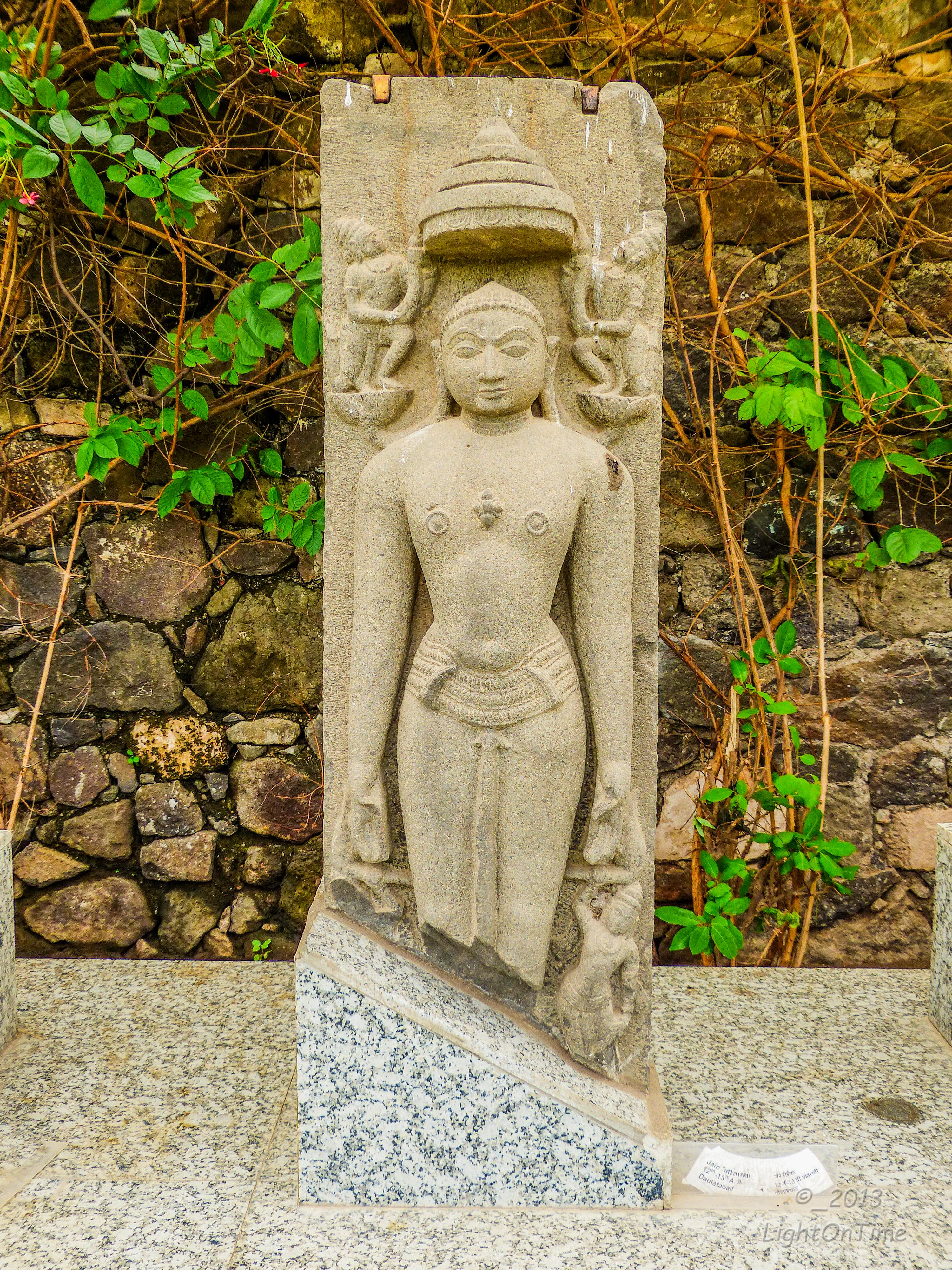
آثار جينية
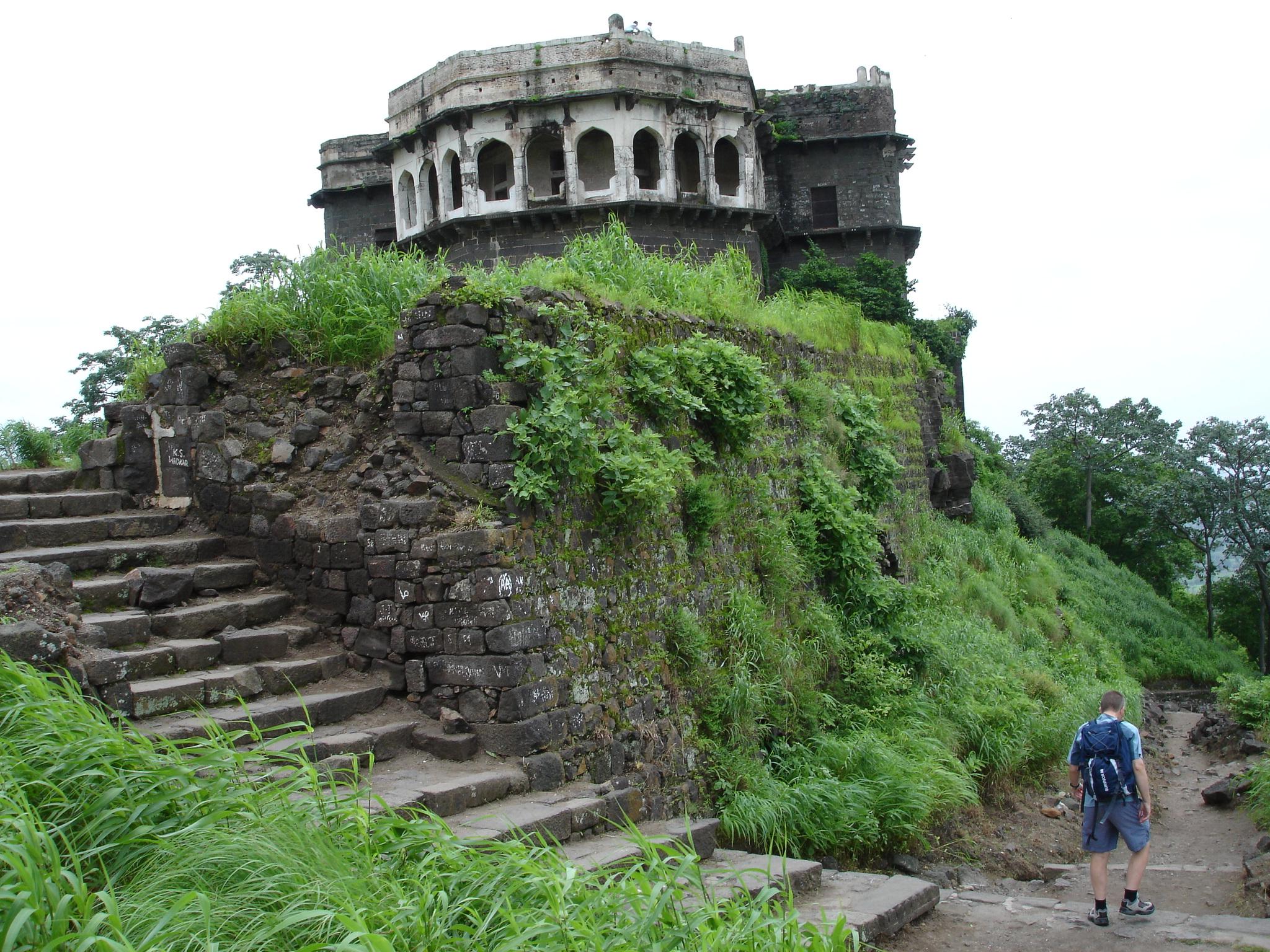
حصن دولت آباد
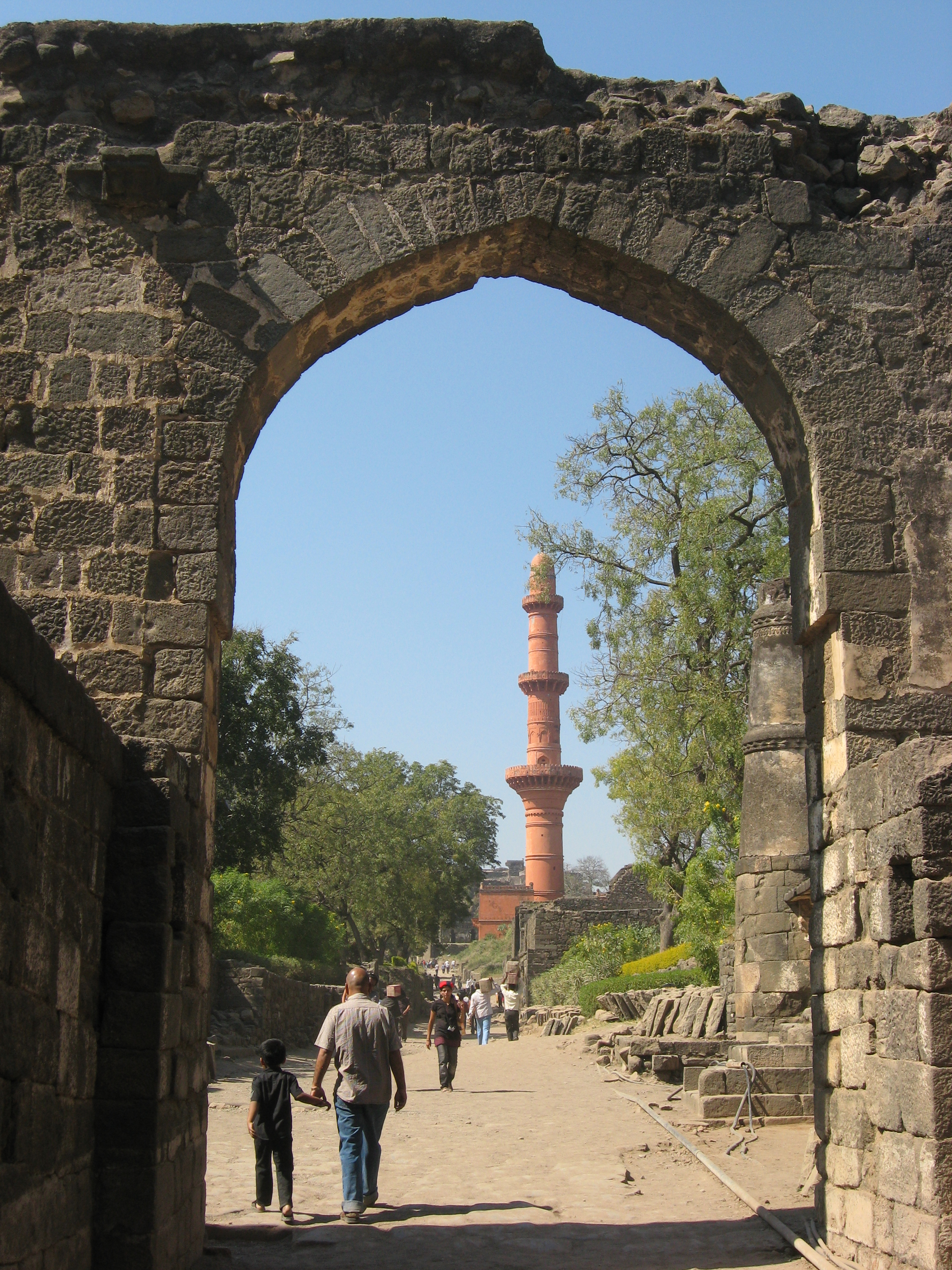
حصن دولت آباد
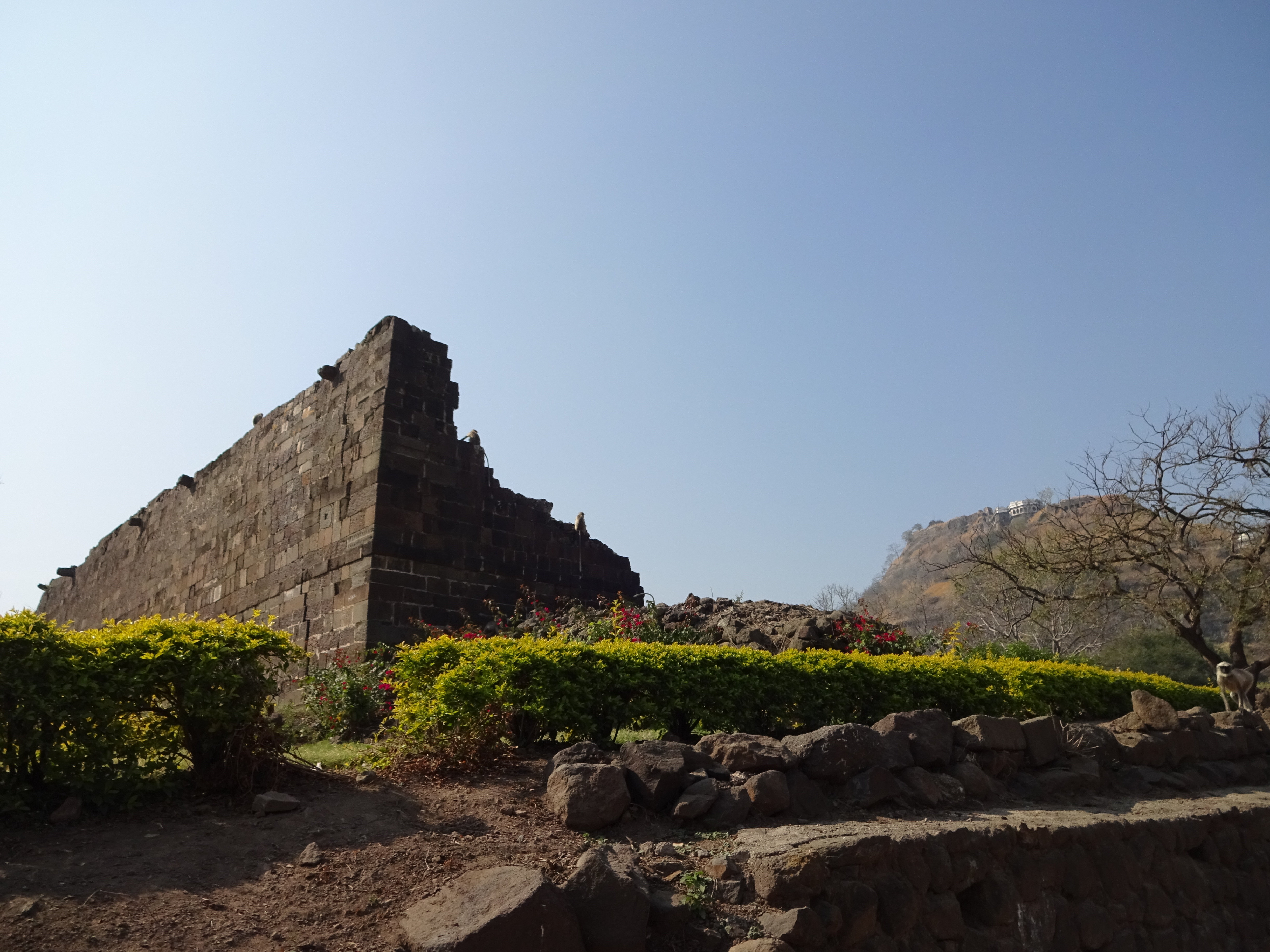
دولت آباد، أورانجاباد
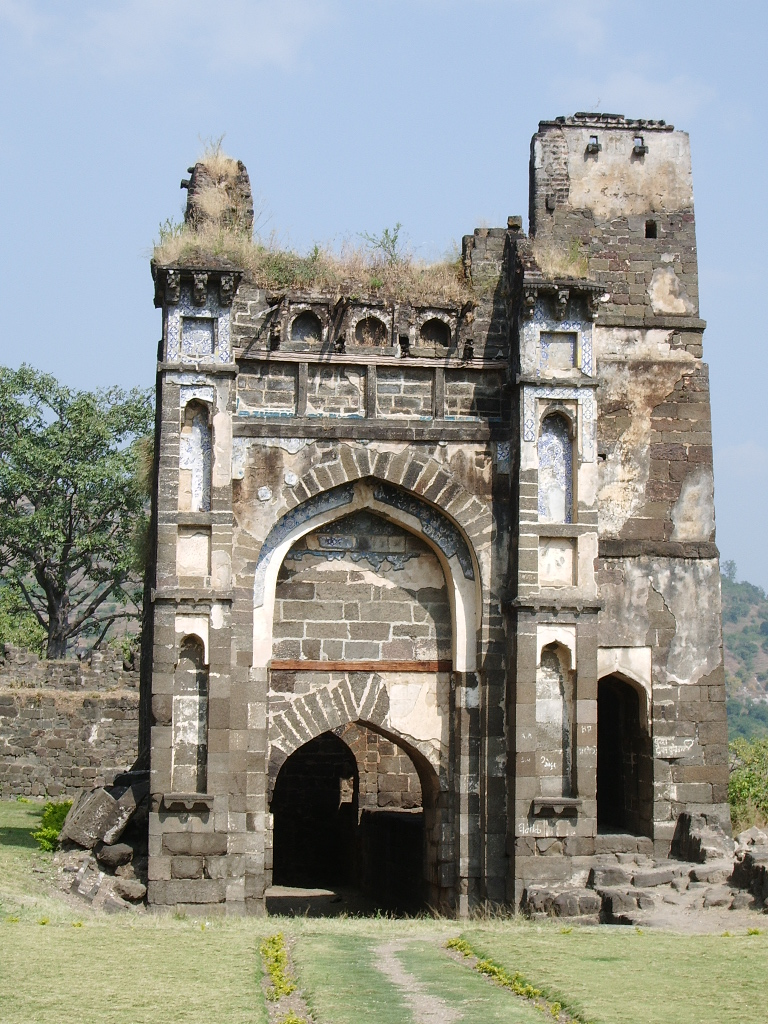
سجن دولت آباد
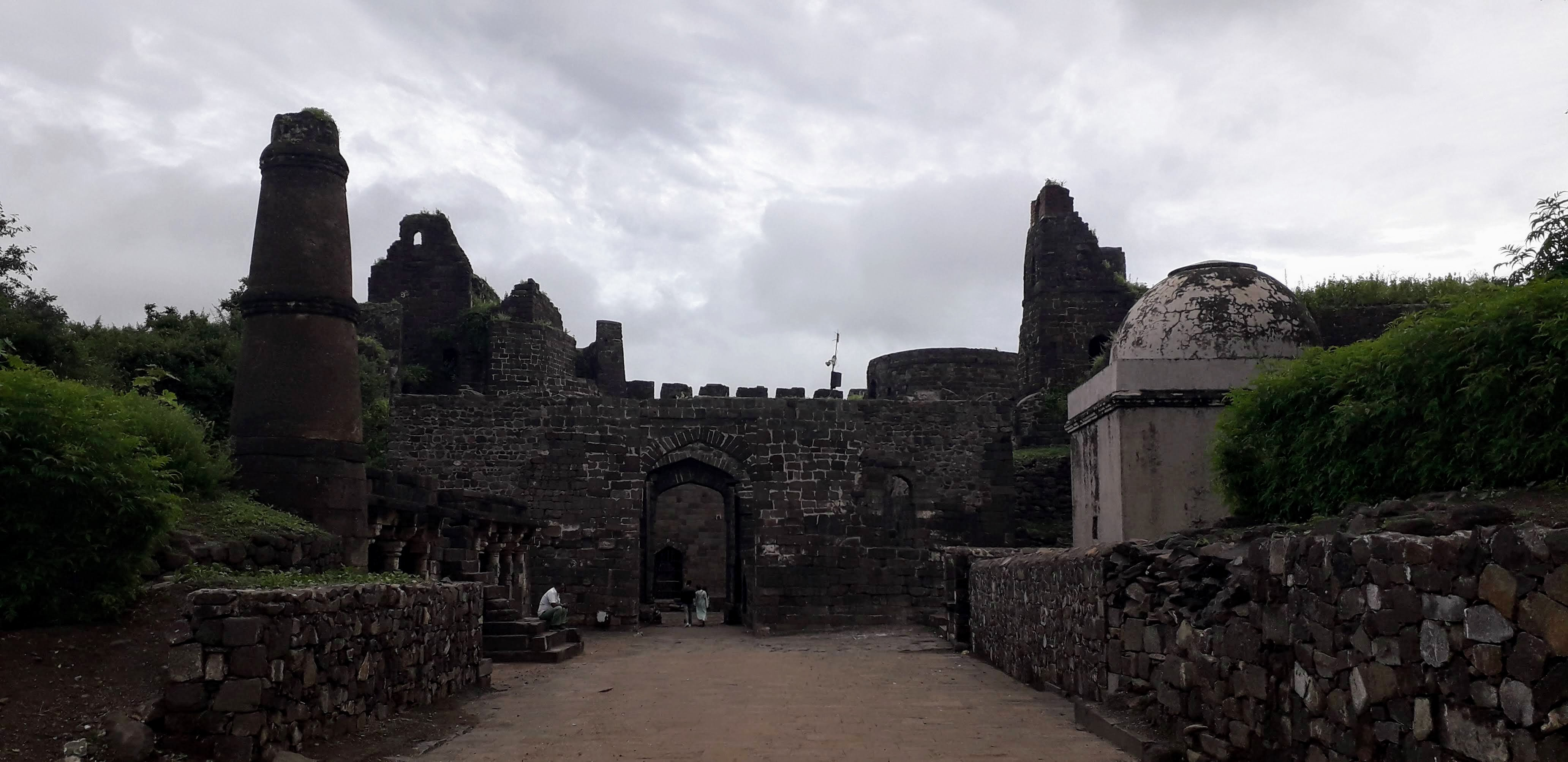
بوابة حصن دولت آباد
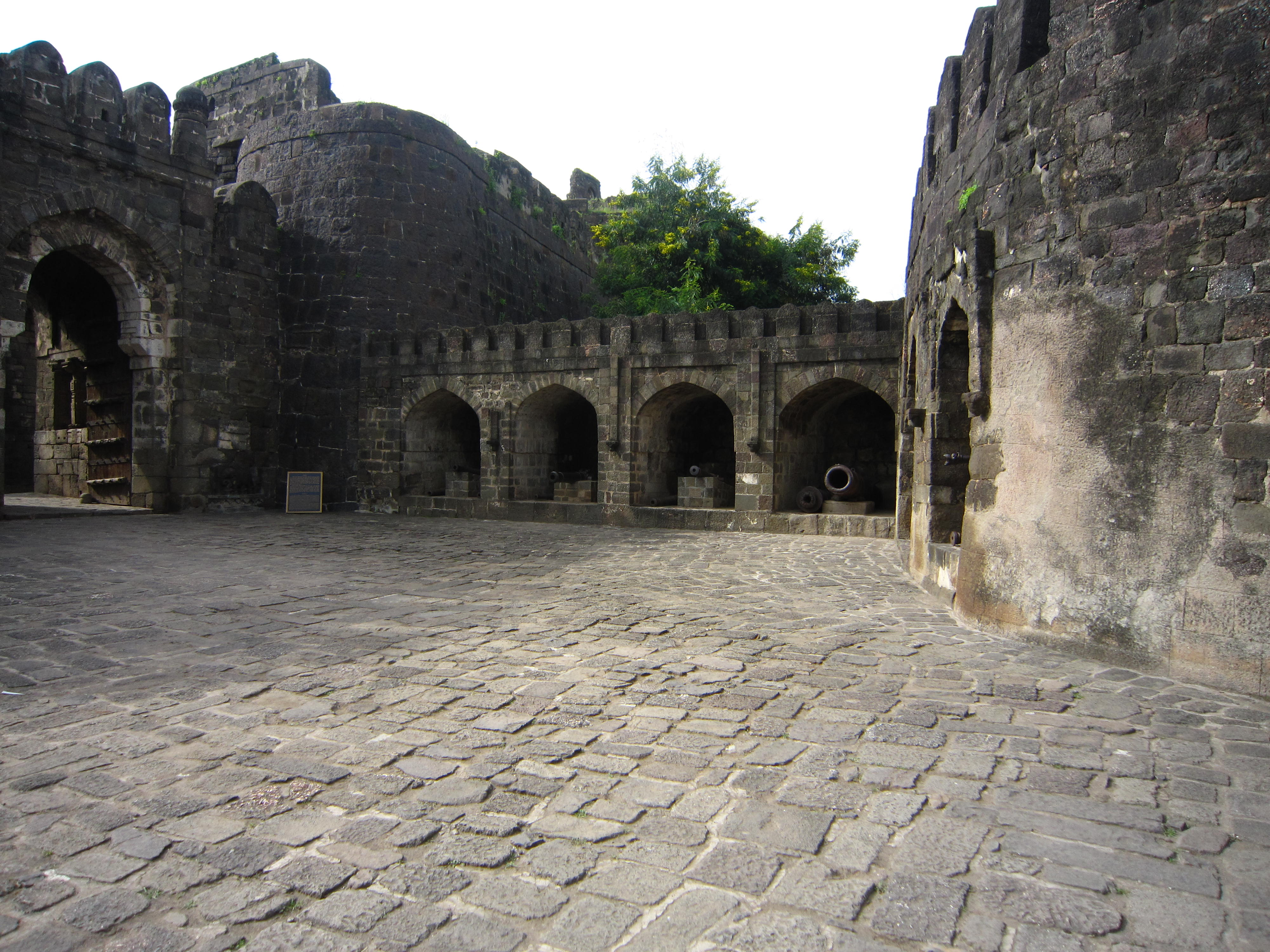
مدخل حصن دولت آباد
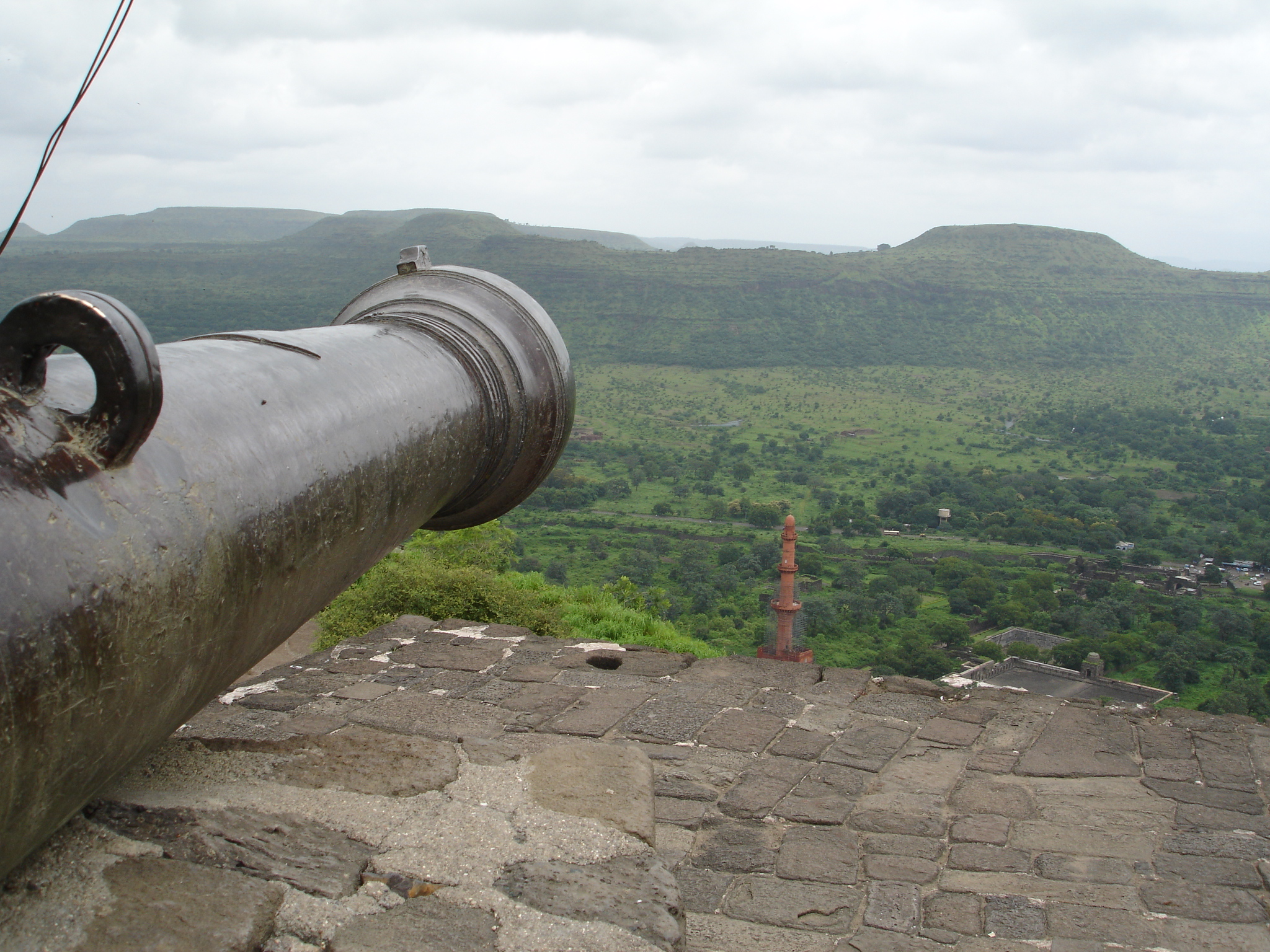
حصن أورنجاباد-دولت آباد
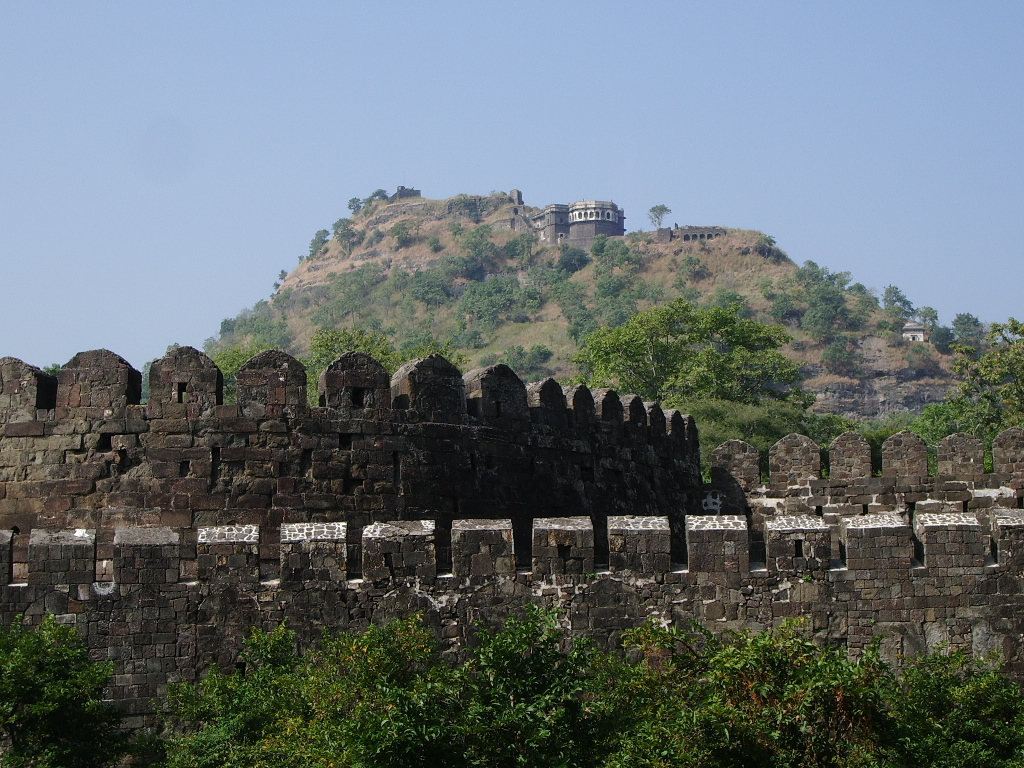
حصن دوالات آباد
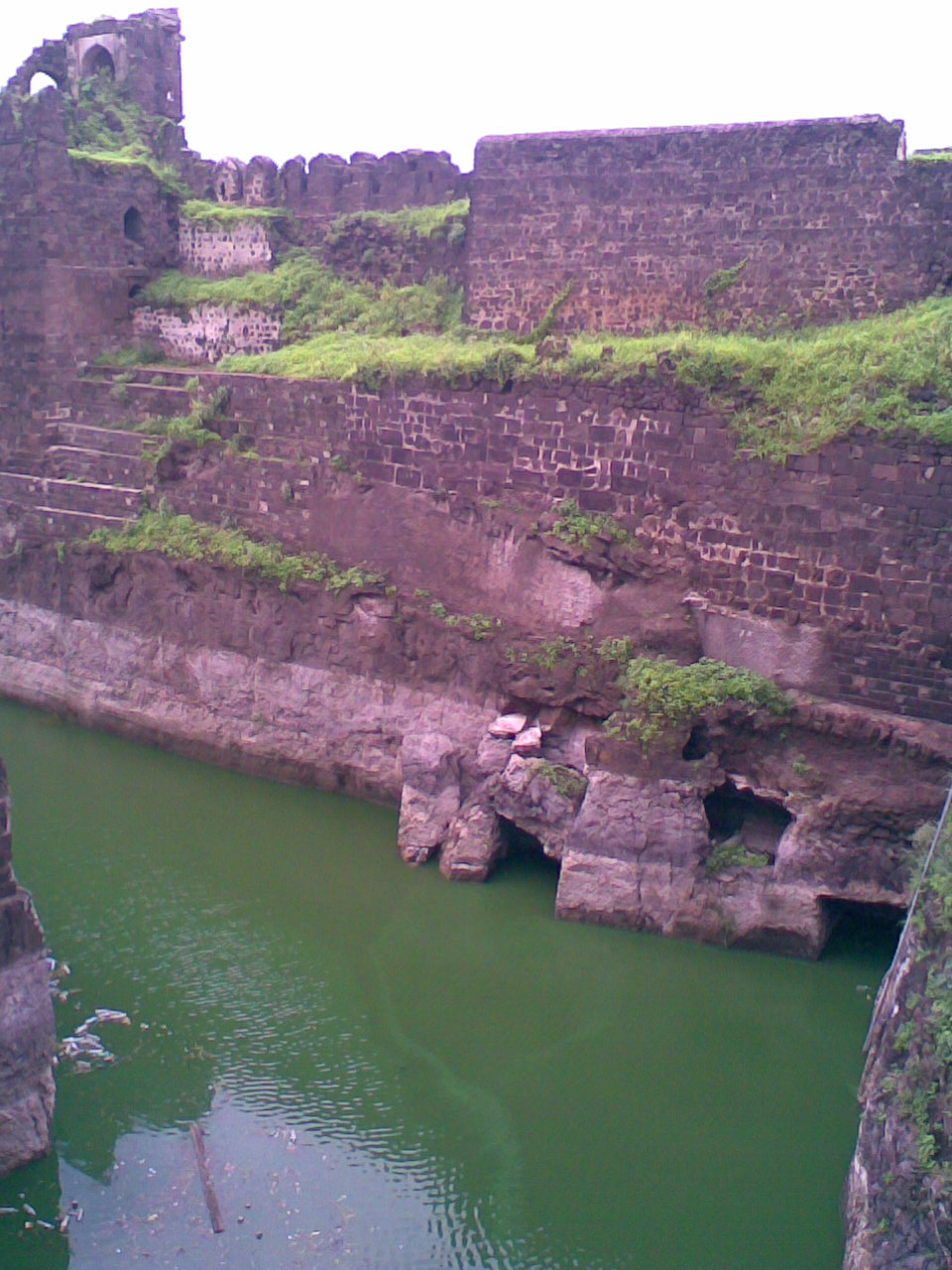
حصن دولت آباد
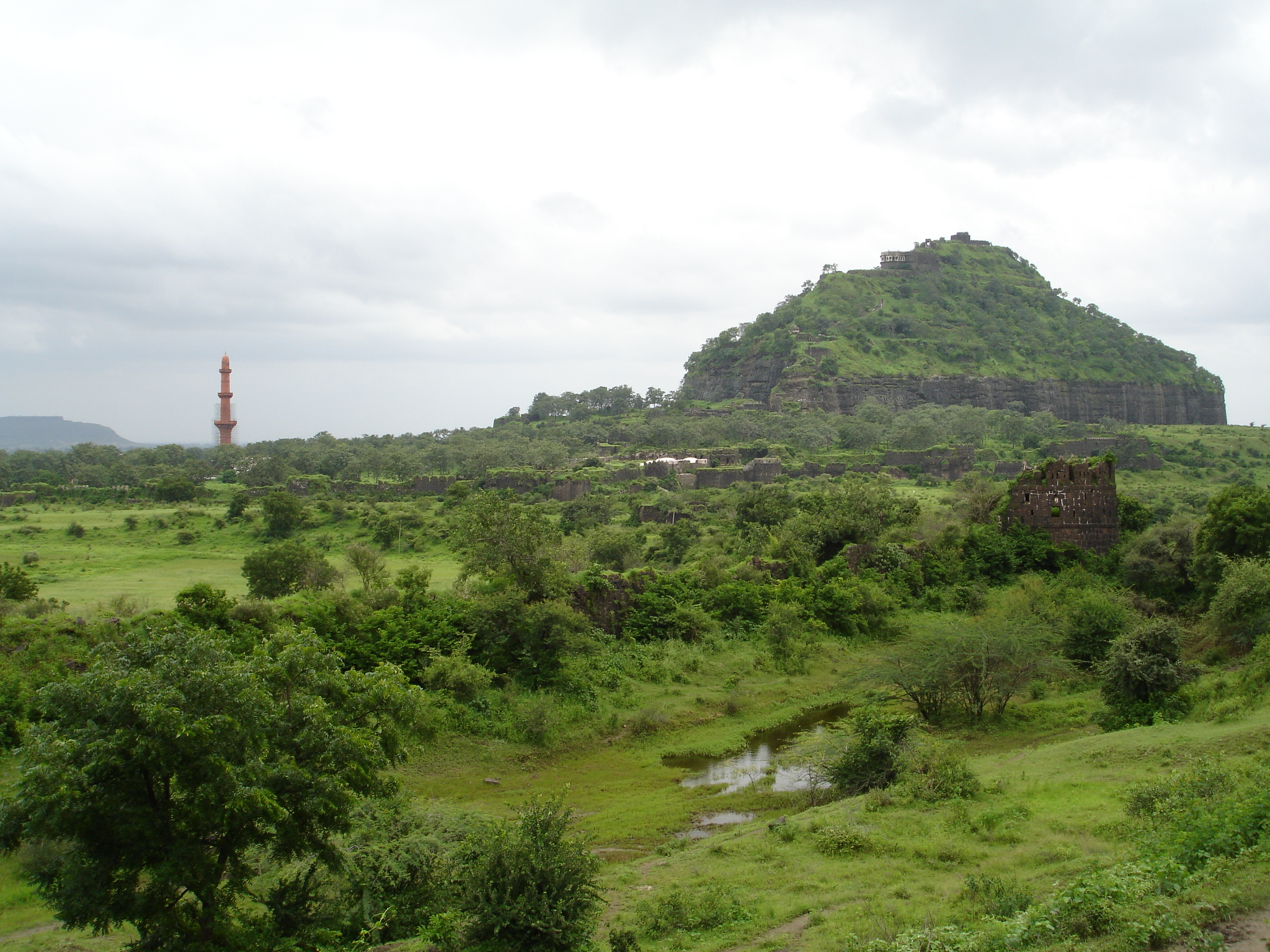
أورنجاباد - حصن دولت آباد
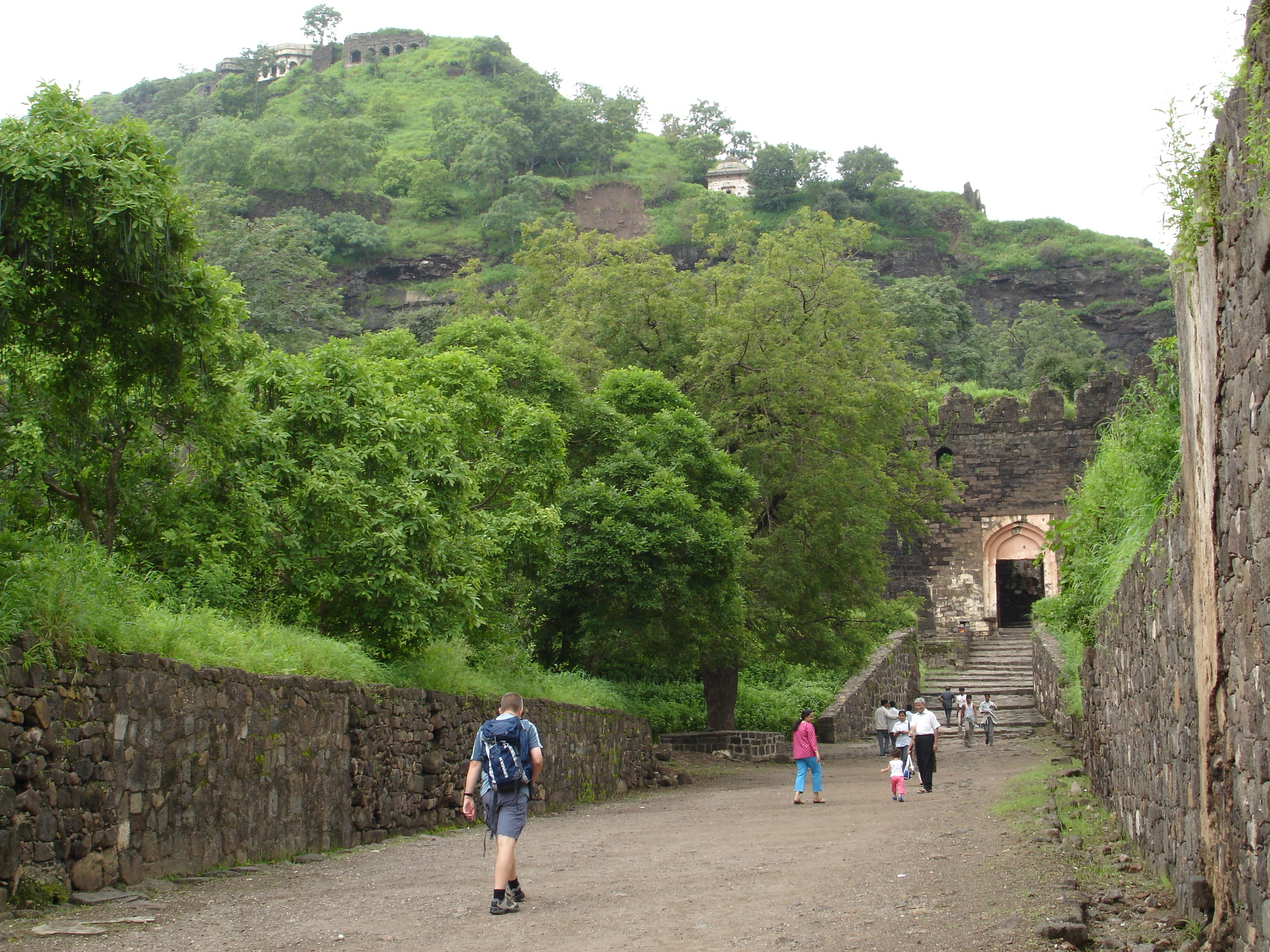
أورنجاباد - حصن دولت آباد
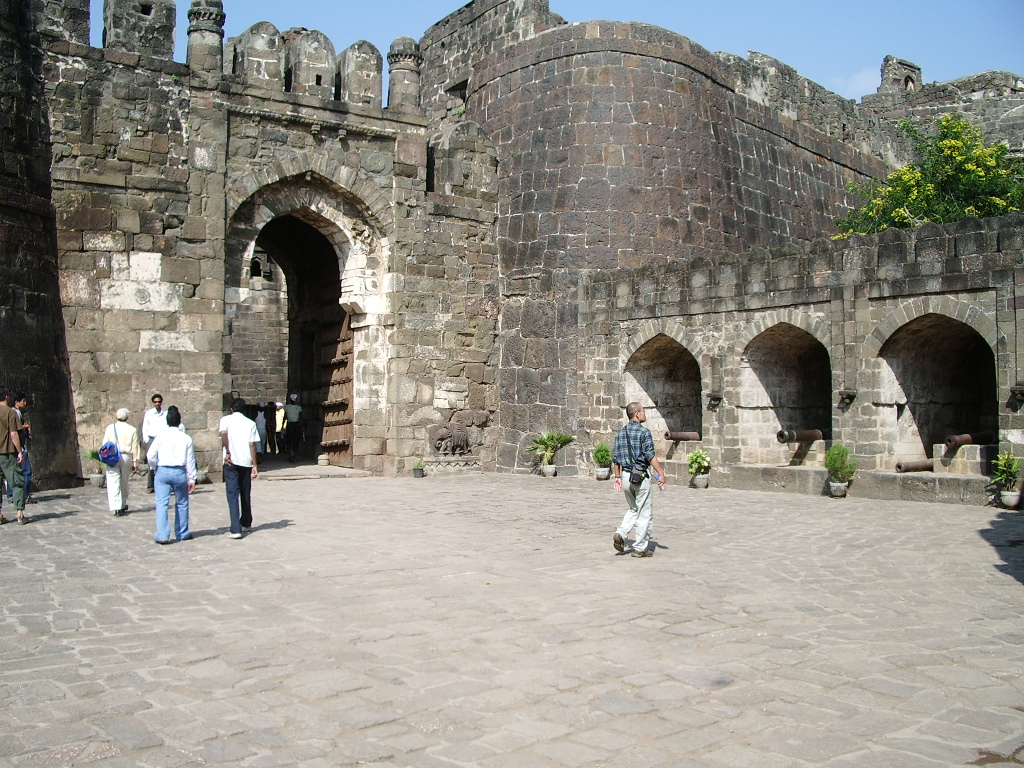
بوابة حصن دولت آباد
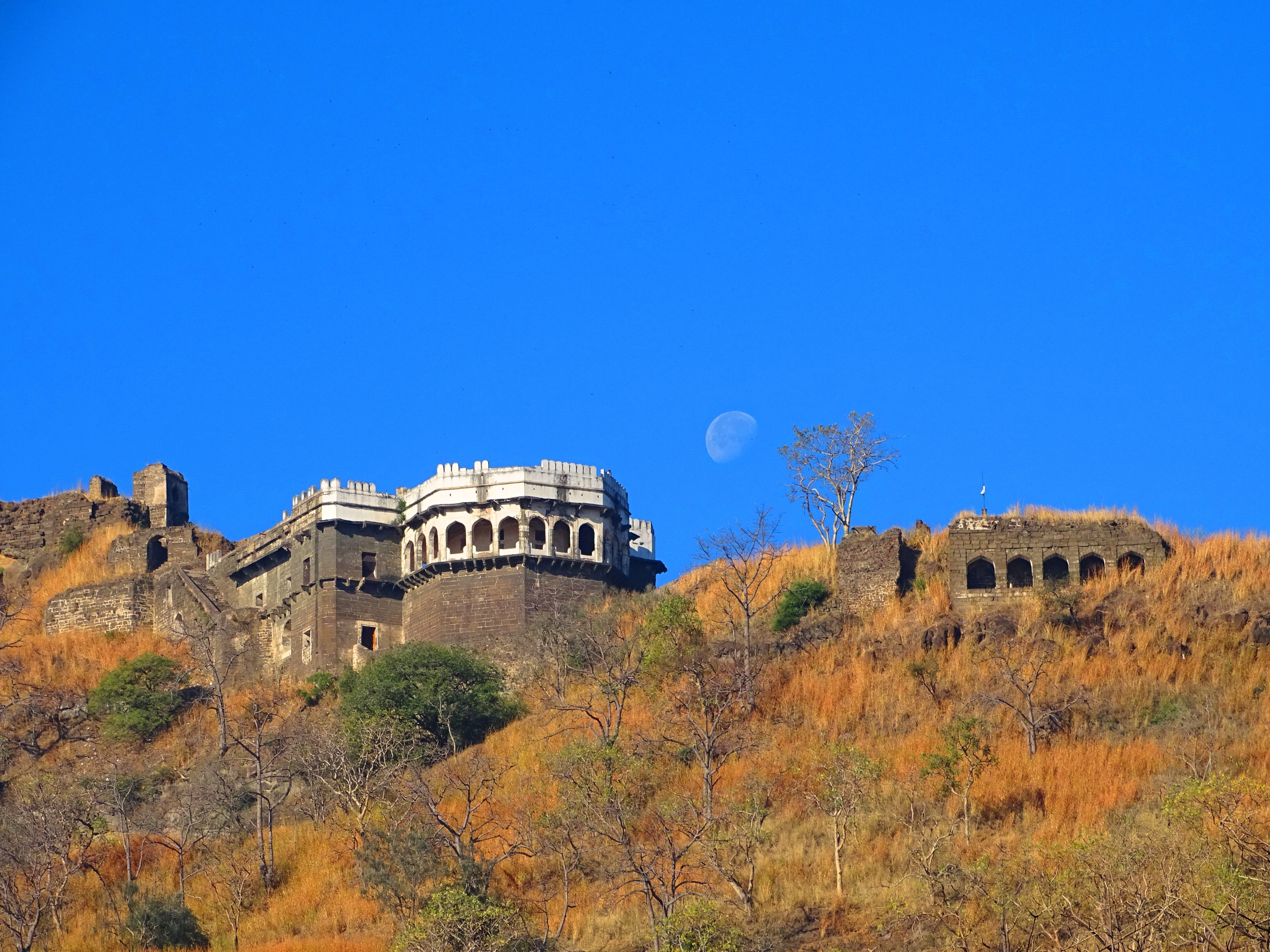
حصن دولت آباد - أورانجاباد
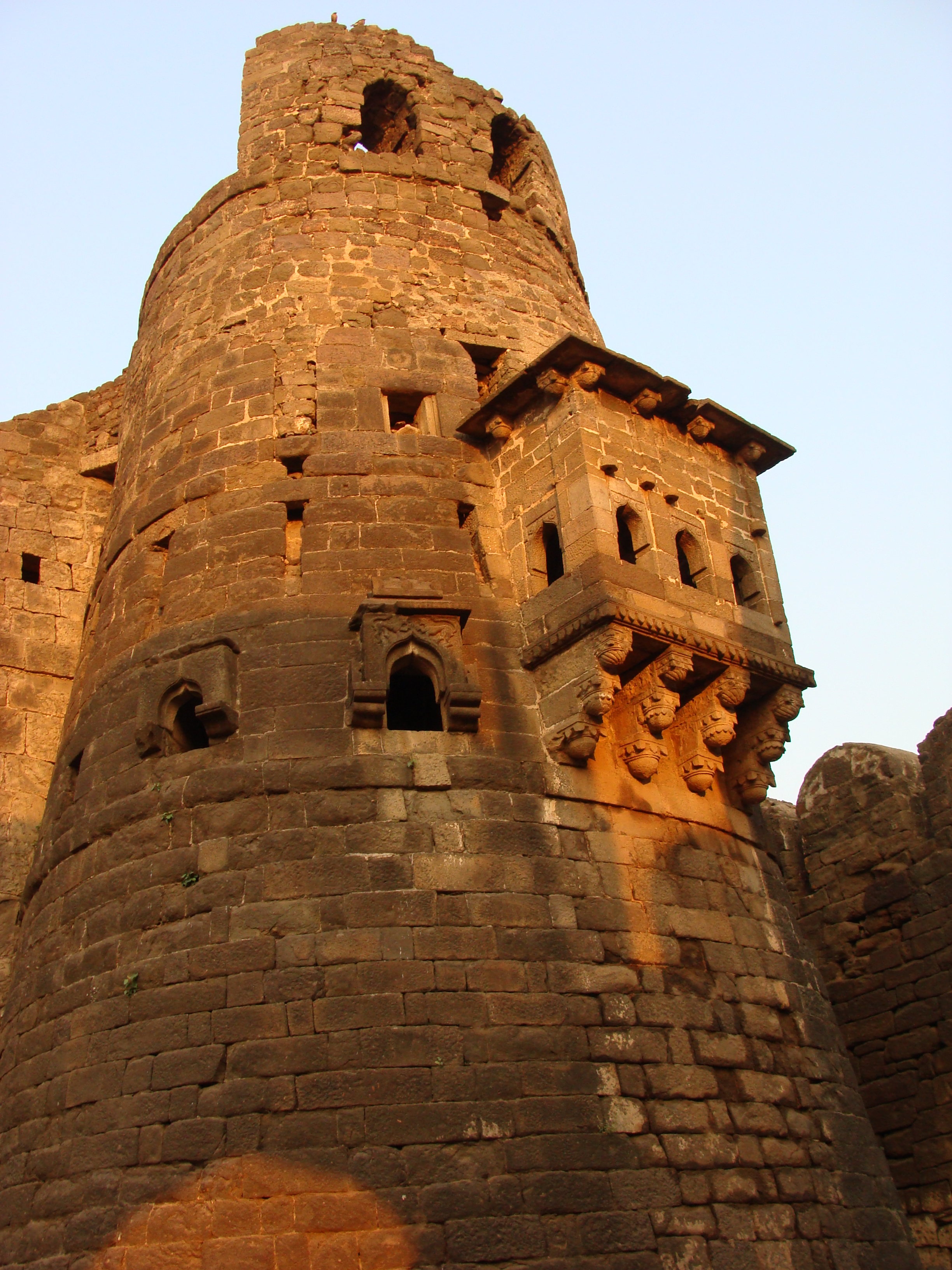
حصن دولت آباد
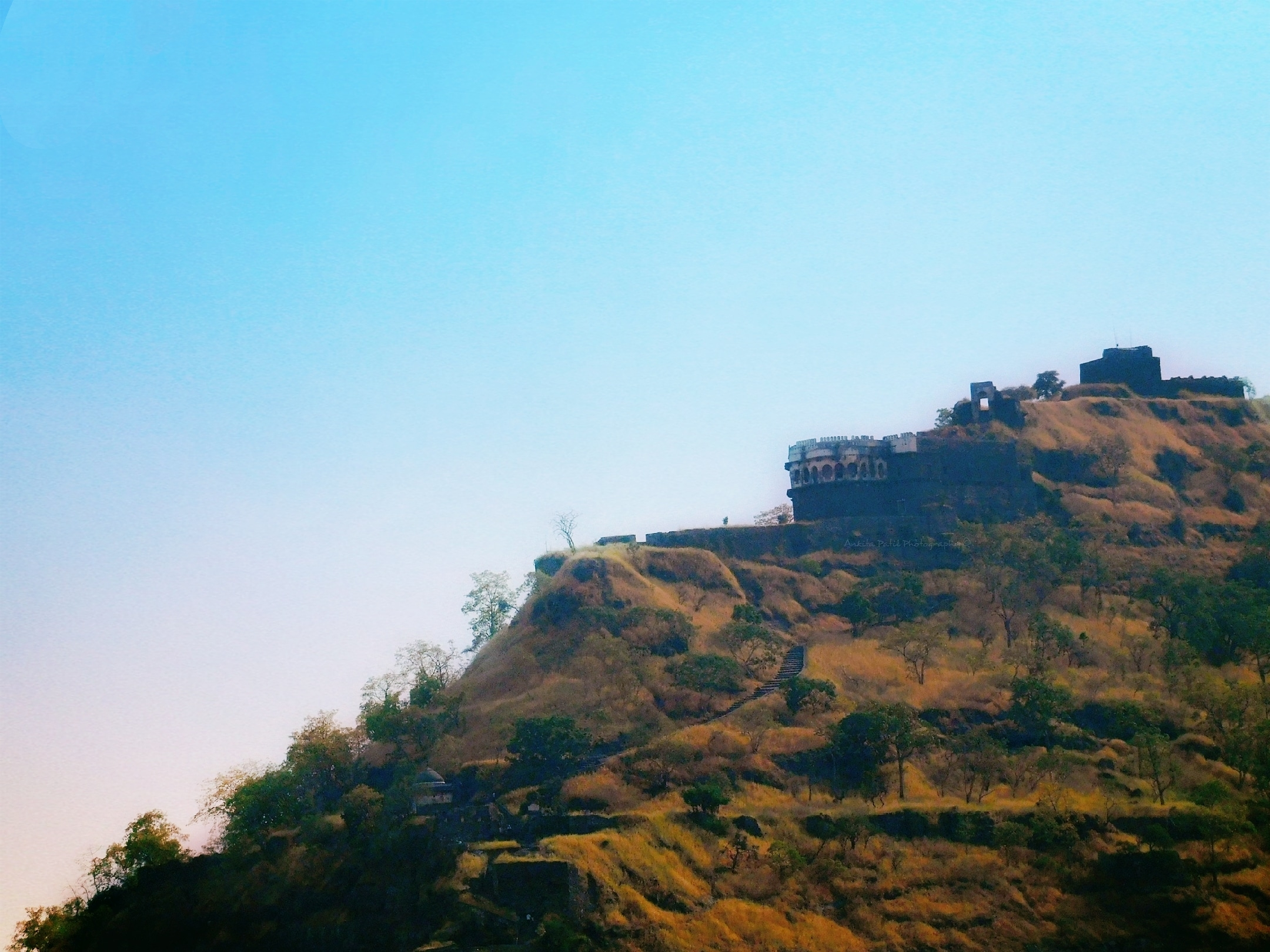
حصن دولت آباد، أورانجاباد
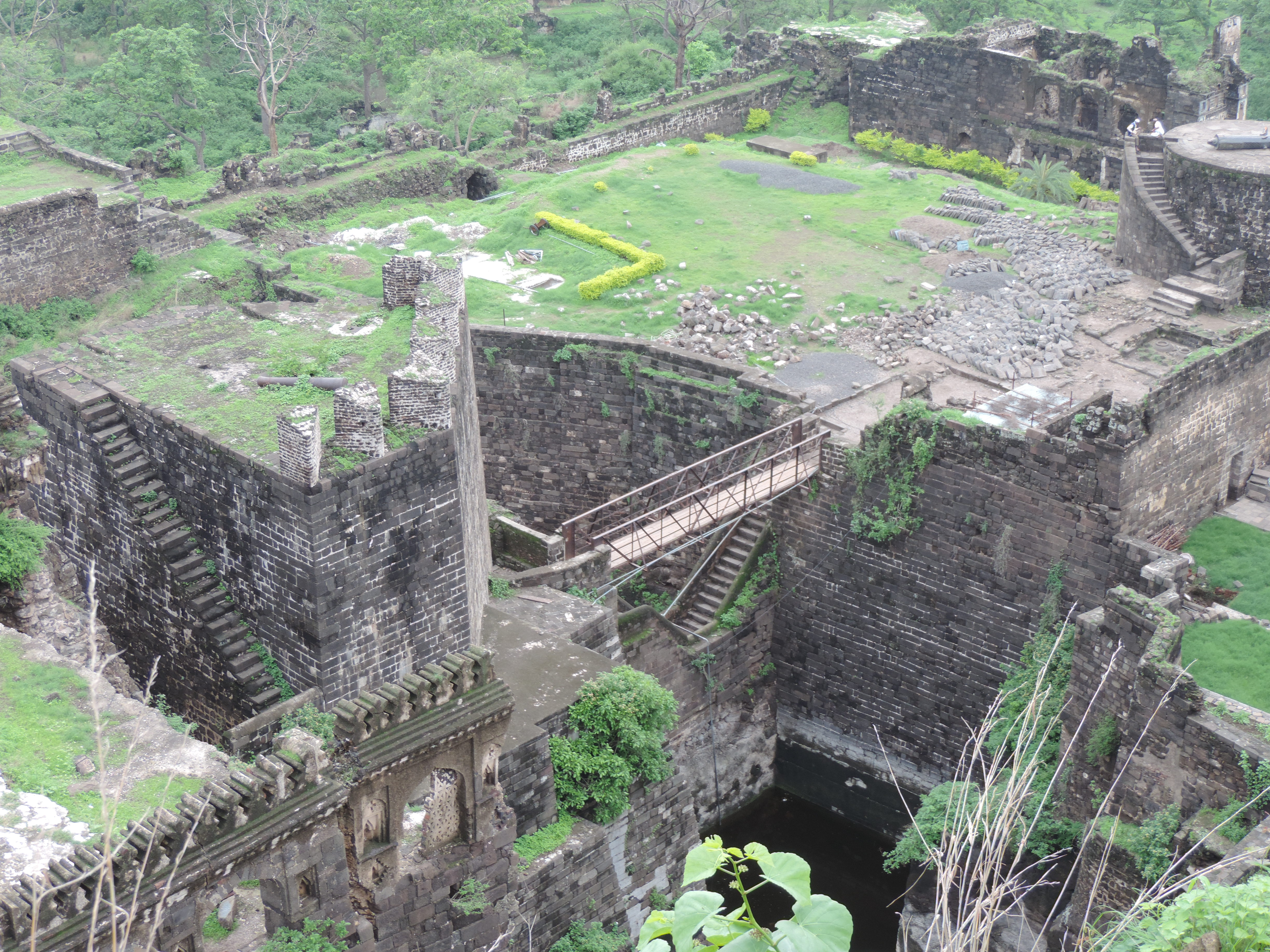
حصن دولت آباد

## طالع أيضًا
- السياحة في ماراثوادا[الإنجليزية]
- المعالم السياحية في أورانجاباد في ماهاراشترا[الإنجليزية]

## روابط خارجية
- دولت آباد في قاعدة بيانات الصور للمعالم الإسلامية في الهند
- www.tribuneindia.com
- Devgiri/d

[usurped]
- aulatabad fort information in Hindi

[usurped]
- لوحة للقلعة رسمها ويليام بورسر، ونقشها آر ساندز، كتوضيح لـ الزنانة قصيدة للشاعرة ليتيتيا إليزابيث لاندون .